# Côte de Lars-Christensen
Pour les articles homonymes, voir Christensen.

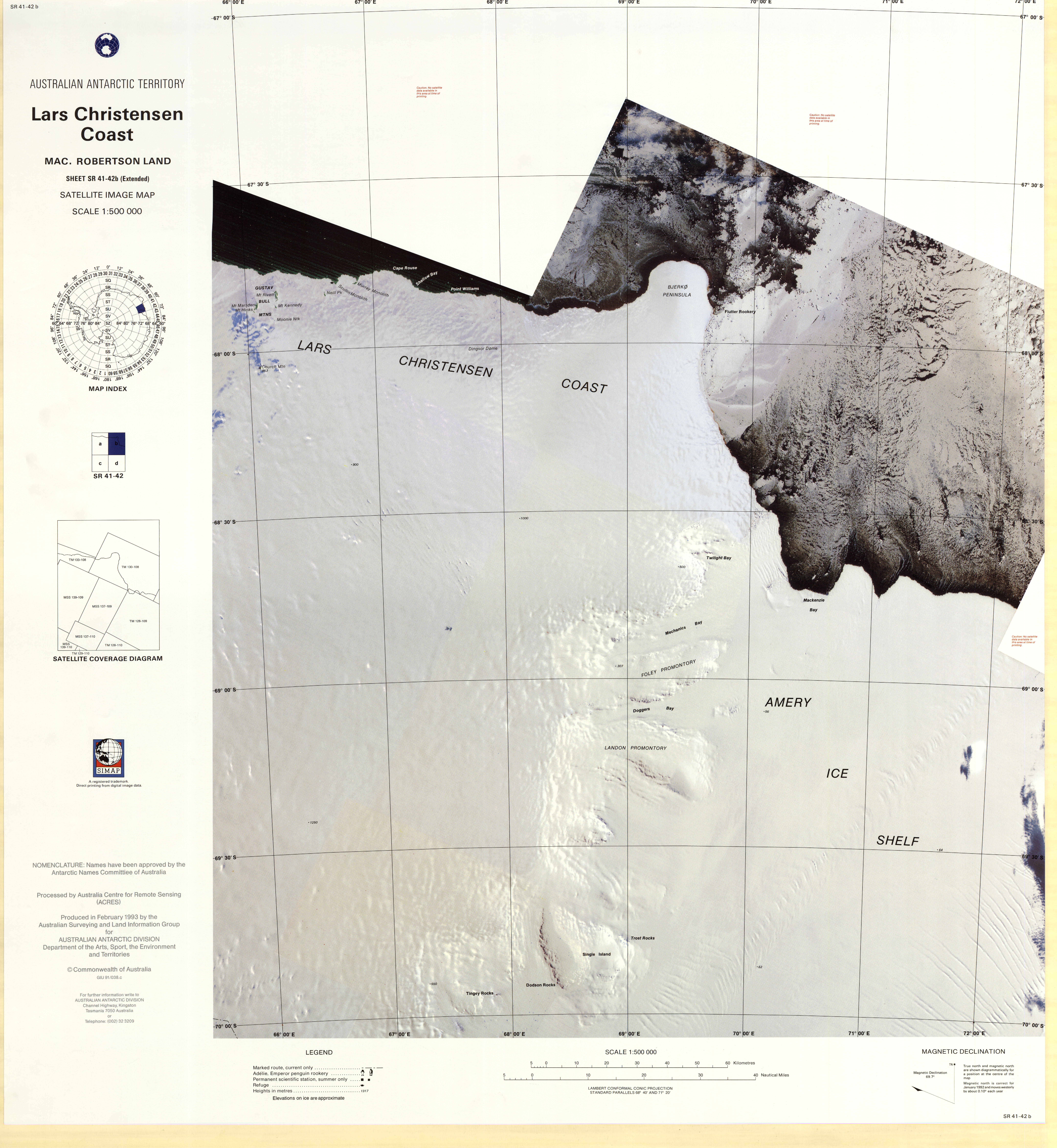
Image satellite carte de la côte Lars Christensen, Antarctique.

La Côte de Lars Christensen est une zone de la côte de l'Antarctique située entre le monolithe de Murray, à 66°54′E, et la tête du plateau de glace d'Amery, à 71°0′E. Les parties de cette zone situées au large ont été découvertes et longées par des baleiniers norvégiens employés par Lars Christensen de Sandefjord, en Norvège, qui donna son nom à cette côte.